# Medallion Air
Medallion Air – byłe rumuńskie linie lotnicze, z siedzibą w Bukareszcie w sektorze 1, wykonywały połączenia czarterowe i leasingowe.

## Flota

### 2011 rok
W kwietniu 2011 roku flota firmy składała się z 2 samolotów McDonnell Douglas MD-83. 
| Typ samolotu            | Ilość | Pasażerowie | Rejestracja samolotów |
| ----------------------- | ----- | ----------- | --------------------- |
| McDonnell Douglas MD-83 | 2     | 165         | YR-HBA, YR-HBE        |

### 2013 rok
Od lipca 2013 roku firma nie posiada już samolotów. Licencja przewoźnika zostaje zawieszona. Firma zbankrutowała.